# Вайсман, Александр Наумович
Александр Наумович Вайсман (4 июня 1938, Харьков — 5 мая 2019, Харьков) — советский и украинский шахматист, мастер спорта СССР (1964), международный мастер ИКЧФ (1975), заслуженный тренер Украины. Инженер, окончил Харьковский политехнический институт.
Чемпион УССР (1975).
Среди учеников гроссмейстеры Борис Альтерман, Александр Голощапов, Антон Коробов.
| Графики недоступны из-за технических проблем. См. информацию на Фабрикаторе и на mediawiki.org. |

## Семья
- Сын — Виталий
- Дочь — Ирина